# SK Vorwärts Steyr
Sportklub Vorwärts Steyr (normalt bare kendt som Vorwärts Steyr) er en østrigsk fodboldklub fra byen Steyr. Klubben spiller i 2. Liga, og har hjemmebane på Vorwärts Stadium. Klubben blev grundlagt i 1919.